# Ammoxenulus
Ammoxenulus is een geslacht van rechtvleugeligen uit de familie sabelsprinkhanen (Tettigoniidae). De wetenschappelijke naam van dit geslacht is voor het eerst geldig gepubliceerd in 1951 door Bey-Bienko.

## Soorten
Het geslacht Ammoxenulus omvat de volgende soorten:
- Ammoxenulus desertus Bey-Bienko, 1951
- Ammoxenulus pavlovskii Bey-Bienko, 1951